# عقرب‌ماهیان
عقرب‌ماهیان یا گورخرماهیان (Scorpaenidae) نام خانواده‌ای از ماهی‌های دریازی است که بسیاری از زهرآگین‌ترین ماهیان جهان را شامل می‌شود.
چهار گونه از این ماهیان به نام‌های زیر در خلیج فارس و دریای عمان زیست می‌کنند:
- زنبورماهی خال‌چشمی (Apistus carinatus)
- گزنده‌ماهی (minous dempsterae)
- سنگ‌ماهی خال‌سیاه (Pseudosynanceia melanostigma)
- خروس دریا (Pterois russellii)